# 弗朗克维耶勒
弗朗克维耶勒（法語：Franquevielle，法語發音：[fʁɑ̃kvjɛl]）是法国上加龙省的一个市镇，属于圣戈当区。

## 地理
弗朗克维耶勒（43°8'12"N, 0°32'1"E）面积10.88 平方千米，位于法国奧克西塔尼大區上加龙省，该省份为法国西南部内陆省份，西南端与西班牙接壤，自此顺时针与上比利牛斯省、热尔省、塔恩-加龙省、塔恩省、奥德省和阿列日省接壤。
与弗朗克维耶勒接壤的市镇（或旧市镇、城区）包括：屈居龙、卢代、塞代亚克、莱图雷耶、莱屈桑新城、蓬拉-塔耶堡。

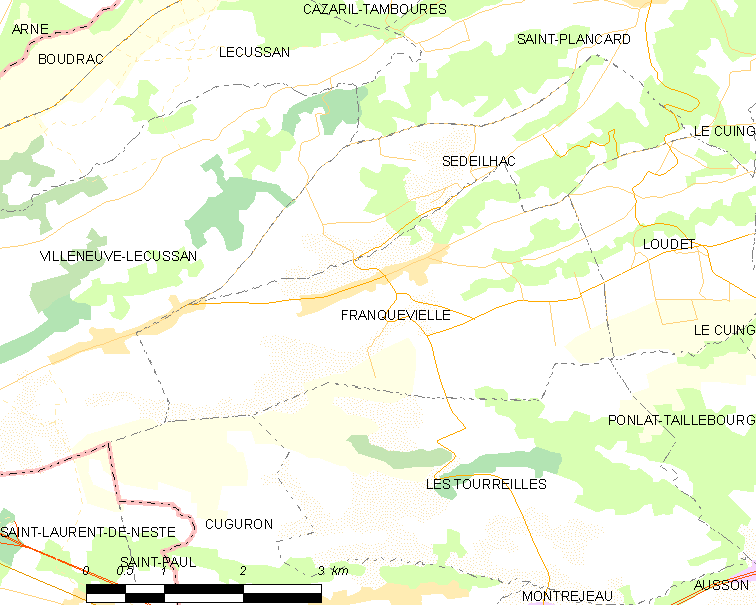
弗朗克维耶勒的OSM定位图

弗朗克维耶勒的时区为UTC+01:00、UTC+02:00（夏令时）。

## 行政
弗朗克维耶勒的邮政编码为31210，INSEE市镇编码为31197。

## 政治
弗朗克维耶勒所属的省级选区为圣戈当县。

## 人口

1962-2008年间弗朗克维耶勒人口变化图示

弗朗克维耶勒于2022年1月1日时的人口数量为328人。